# Chris Tarrant
Christopher John Tarrant, OBE (nacido el 10 de octubre de 1946) es un presentador de televisión y locutor de radio inglés, conocido especialmente por presentar la primera versión del concurso ¿Quién quiere ser millonario? en el Reino Unido e Irlanda posteriormente. Tarrant también fue destacado en la radio,  sobre todo en Capital Radio, hasta que lo dejó en el año 2004. Desde entonces ha colaborado en GMG Radio y BBC Radio 2.